# John Gabriel
John Gabriel (Niagara Falls, 25 de mayo de 1931–13 de junio de 2021) fue un actor, cantante y productor de televisión estadounidense, reconocido por interpretar los papeles de Seneca Beaulac en el seriado Ryan's Hope (1975–1985, 1988–1989), Justin en la serie Hart to Hart y Teddy Holmes en General Hospital.
Falleció el 13 de junio de 2021 a los noventa años.

## Filmografía destacada

### Cine
| Año  | Título                     | Papel           | Notas         |
| ---- | -------------------------- | --------------- | ------------- |
| 1990 | The Return of Superfly     | Joyner          |               |
| 1985 | Death Wish 3               | Emil            |               |
| 1980 | It's My Turn               | Cazador         |               |
| 1980 | Just Tell Me What You Want | Comentarista    |               |
| 1976 | Network                    | Reportero       | No acreditado |
| 1975 | The Hiding Place           | Zeiner          |               |
| 1970 | Hell's Bloody Devils       | Mark Adams      |               |
| 1966 | Stagecoach                 | Jim Mallory     |               |
| 1966 | El Dorado                  | Pedro           |               |
| 1965 | Red Line 7000              | Jake            |               |
| 1964 | Sex and the College Girl   | Larry Devon     |               |
| 1960 | The Story of Ruth          | Chilion         |               |
| 1960 | Identity Unknown           | Jamieson        |               |
| 1958 | South Pacific              | Oficial         |               |
| 1958 | The Young Lions            | Burn            |               |
| 1958 | The Hunters                | Teniente Corona |               |

### Televisión
| Año                  | Título                                    | Papel                        | Notas            |
| -------------------- | ----------------------------------------- | ---------------------------- | ---------------- |
| 2002                 | Days of Our Lives                         | Pete LeGrand                 | Papel recurrente |
| 1999                 | Law & Order                               | Bernard Kincaide             | 1 episodio       |
| 1993                 | Seinfeld                                  | Reportero                    | 1 episodio       |
| 1993                 | Murder, She Wrote                         | Dr. Johnny Windurst          | 1 episodio       |
| 1989                 | Generations                               | Vic Reynolds                 | Papel recurrente |
| 1975–1985, 1988-1989 | Ryan's Hope                               | Seneca Beaulac               | 726 episodios    |
| 1988                 | The Incredible Hulk Returns               | Joshua Lambert               | Telefilme        |
| 1987                 | Kate & Allie                              | Peter Rutland                | Papel recurrente |
| 1982                 | Hart To Hart                              | Justin                       | Papel recurrente |
| 1973–1975            | The Mary Tyler Moore Show                 | Andy Rivers                  | Papel recurrente |
| 1974                 | Here's Lucy                               | Jack Thomas                  | 1 episodio       |
| 1972–1973            | General Hospital                          | Teddy Holmes                 | Papel recurrente |
| 1970–1972            | Love of Life                              | Linc Morrison                | Papel recurrente |
| 1964                 | Gilligan's Island                         | Profesor                     | Papel recurrente |
| 1961–1963            | 77 Sunset Strip                           | Varios papeles               | 3 episodios      |
| 1963                 | The Untouchables                          | Dr. Daniel Gifford           | 2 episodios      |
| 1962                 | Bachelor Father                           | Dr. Hart Bellamy             | 1 episodio       |
| 1962                 | Dick Powell Theater                       | Teniente Buka                | Papel recurrente |
| 1961                 | Hawaiian Eye                              | Derek Demaarest, Buddy Keene | 2 episodios      |
| 1959                 | General Electric Theater : Absalom My Son | John                         | Papel recurrente |
| 1958                 | Men of Annapolis                          | Layden                       | 1 episodio       |
| 1958                 | The New Adventures of Charlie Chan        | El actor                     | 1 episodio       |
| 1953                 | You Are There                             | John Andre                   | 1 episodio       |